# Atarba (Ischnothrix) lloydi
Atarba (Ischnothrix) lloydi is een tweevleugelige uit de familie steltmuggen (Limoniidae). De soort komt voor in het Neotropisch gebied.